# Pen-y-ghent
Pen-y-ghent (gesprochen ˈpɛnɨɡɛnt) ist ein Berg in den Yorkshire Dales in England und einer der Yorkshire Three Peaks.

## Lage
Pen-y-ghent ist mit 694 m ASL die achthöchste Erhebung in Yorkshire und hat eine Schartenhöhe von 306 m. Der Berg liegt etwa drei Kilometer östlich des Ortes Horton in Ribblesdale.
Es führen verschiedene Wege auf den Gipfel, der Teil des Three-Peaks-Walk ist. Auch der Pennine Way führt über den Berg, als einzigen der Yorkshire Three Peaks.
Auf dem Gipfel befindet sich eine gemauerte Säule als Trigonometrischer Punkt des Ordnance Survey. Direkt daneben führt eine Trockenmauer in Nord-Süd-Richtung über den Berg, in die am Gipfel zwei Fußgängertore und beidseitig Sitzflächen eingelassen sind.

## Geologie
Der Berg besteht aus übereinander liegenden Schichten von Kalkstein und Sandstein. Durch Erosionsvorgänge der unterschiedlich harten Schichten haben sich an seiner Süd- und Westseite zwei auffällige Stufen gebildet.

## Name
Der Name des Berges hat seine Wurzeln in der cumbrischen Sprache und ist in der Bedeutung nicht eindeutig. Wahrscheinlich heißt er Berg an der Grenze, aber die Deutung Kopf des Windes ist ebenfalls möglich.
Alternative Schreibweisen sind Pen y Ghent und Pen-y-Ghent.

## Bilder

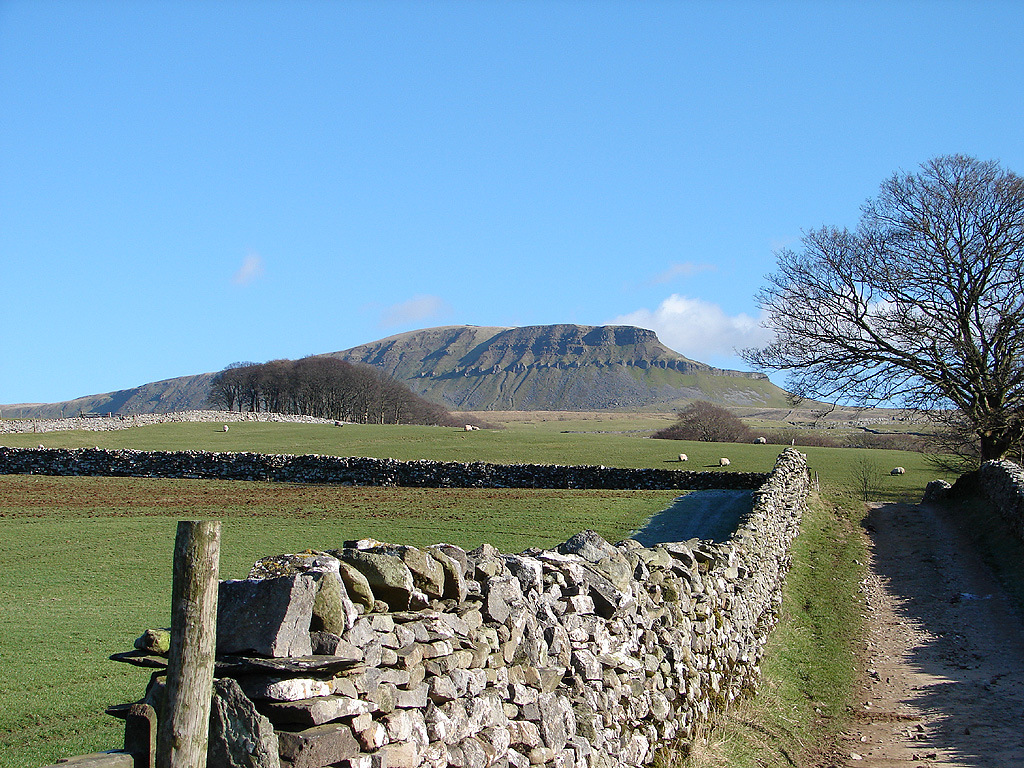
Der Pennine Way führt von Horton-in-Ribblesdale auf den Berg
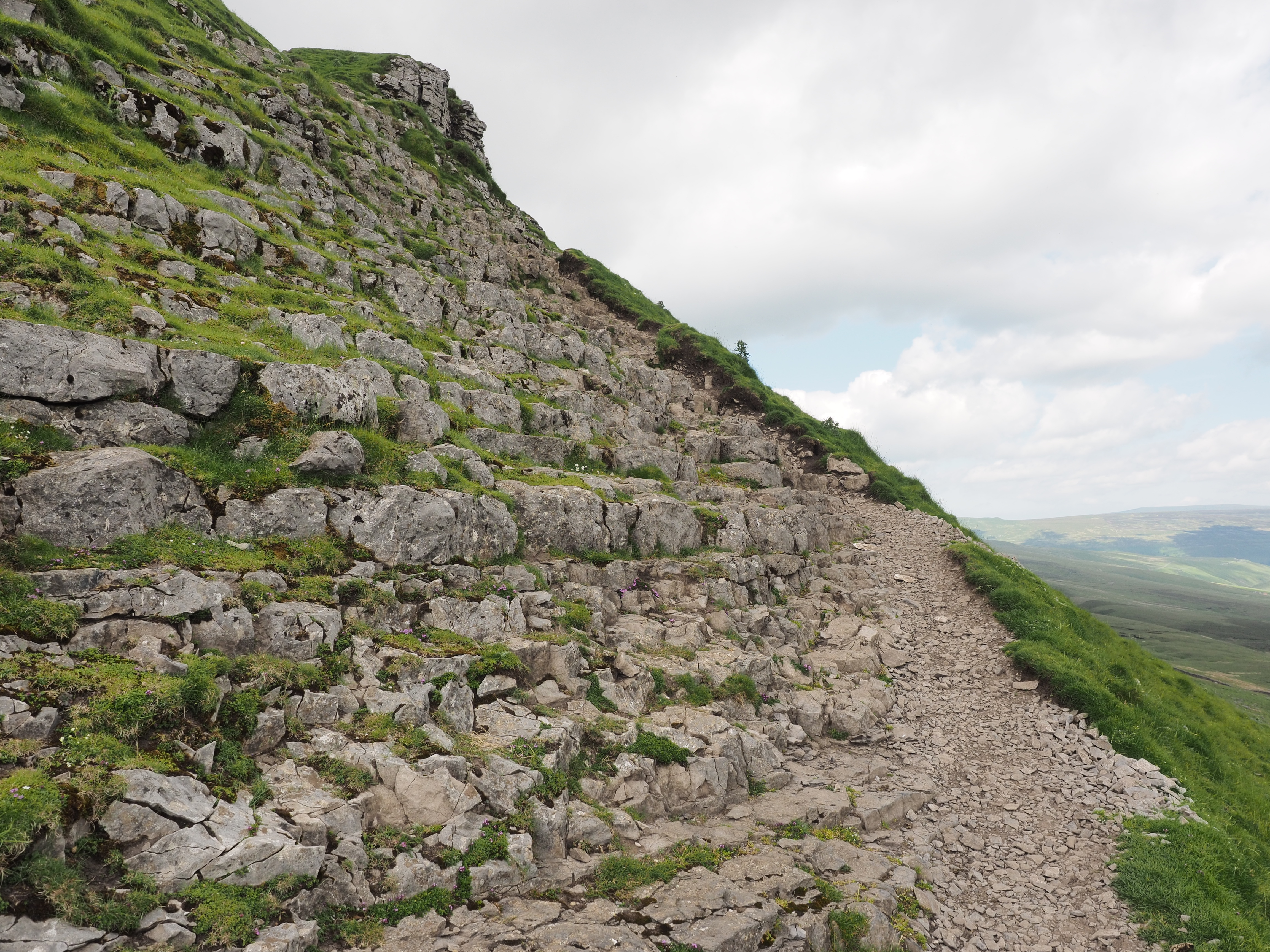
Anstehender Kalkstein an der unteren Stufe der Südseite des Berges
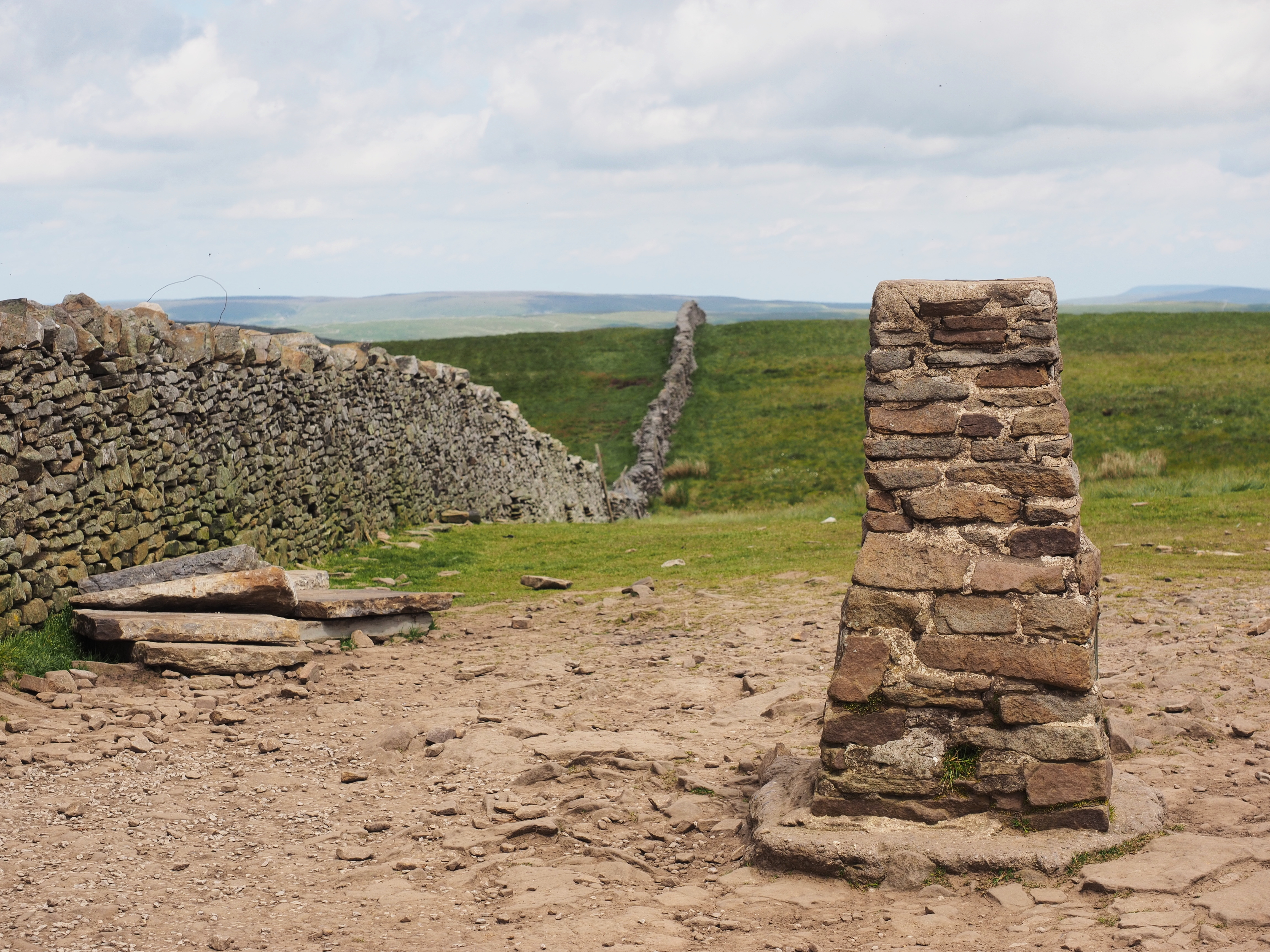
Vermessungssäule und Trockenmauer auf dem Gipfel